# صلاح المختار
صلاح المختار (1944 -) سياسي بعثي عراقي ولد في بغداد، كان سفير العراق بالهند قبيل الإحتلال الأمريكي للعراق عام 2003م. أول منصب شغله هو مستشار صحفي للبعثة العراقية الدائمة في الأمم المتحدة وكان ذلك عام 1980 وعمل أيضاً مدير في وزارة الخارجية وامين عام مساعد للشوؤن الاعلامية في جامعة الدول العربية ونائب نقيب الصحفيين العراقيين ورئيس تحرير صحيفة الجمهورية الناطقة باسم جمهورية العراق وكذلك رئيس منظمة الصداقة والسلم والتضامن العراقية ، وله الكثير من المقالات والبحوث المنشورة .
بعد غزو واحتلال العراق سنة 2003 انتقل لليمن ليقيم فيها إلى أن غادرها بعد أحداث الربيع العربي إلى ألمانيا كلاجئ سياسي هناك .

## مؤلفاته
- الاعتراف بأسرائيل ومستقبل الثورة العربية، إصدار دار الطليعة، بيروت، 1973.
- بعض القضايا الايديولوجية للبورجوازية الصغيرة، دار الطليعة، بيروت، 1975.
- حرب الخليج وعمليات غسل الدماغ، إصدار دار الشؤون الثقافية، بغداد، 1988.
- تحليل نمط التفكير الاستراتيجي الأمريكي،
- مفهوم الحضارة،
- سياسة الاحتواء المزدوج.